# Återförsäkrings AB Njord
Återförsäkrings Ab Njord var ett svenskt återförsäkringsbolag, grundat 1926.
Bolaget köptes 1930 upp av Thulebolaget. Vid årsskiftet 1955-56 ändrades namnet till Thule återförsäkringsbolag, vilket köptes upp av Skandia 1963.